# CARIFTA Games 2022
Die 49. CARIFTA Games fanden vom 16. bis zum 18. April 2022 in der jamaikanischen Hauptstadt Kingston im Independence Park statt, womit die Veranstaltung nach 2011 wieder in Jamaika stattfand. Teilnahmeberechtigt sind alle Staaten, die Teil der Caribbean Free Trade Association (CARIFTA) sind. Es wurden Wettbewerbe in der U20-Altersklasse sowie in der U17-Altersklasse ausgetragen.

## Ergebnisse

### Männer U20

#### 100 m
| Platz | Athlet             | Land | Zeit (s) |
| ----- | ------------------ | ---- | -------- |
| 1     | DeAndre Daley      | JAM  | 10,23 PB |
| 2     | Bouwahjgie Nkrumie | JAM  | 10,28 PB |
| 3     | Zachary Evans      | BAH  | 10,45 PB |
| 4     | Jaiden Reid        | CAY  | 10,53 PB |
| 5     | Wanyae Belle       | IVB  | 10,61    |
| 6     | Davonte Howell     | CAY  | 10,63    |
| 7     | Revell Webster     | TTO  | 10,65    |
| 8     | Ajani Daley        | ATG  | 10,67    |

Wind: +0,7 m/s

#### 200 m
| Platz | Athlet                | Land | Zeit (s) |
| ----- | --------------------- | ---- | -------- |
| 1     | Bryan Levell          | JAM  | 21,18    |
| 2     | Sandrey Davison       | JAM  | 21,35    |
| 3     | Nazzio John           | GRN  | 21,70    |
| 4     | Shakeem Mc Kay        | TTO  | 21,79    |
| 5     | Zion Campbell         | BAH  | 21,80    |
| 6     | Jaiden Reid           | CAY  | 21,94    |
| 7     | Wanyae Belle          | IVB  | 22,12    |
| 8     | Amani Mascoll-Beckles | BAR  | 22,32    |

Wind: −2,5 m/s

#### 400 m
| Platz | Athlet          | Land | Zeit (s) |
| ----- | --------------- | ---- | -------- |
| 1     | Delano Kennedy  | JAM  | 46,66 PB |
| 2     | Shemar Palmer   | JAM  | 46,97    |
| 3     | Amal Glasgow    | VIN  | 47,06 PB |
| 4     | Ross Walrond    | BAR  | 47,36 PB |
| 5     | Josiah Parris   | BAR  | 48,19    |
| 6     | Antoine Andrews | BAH  | 48,35    |
| 7     | Cyril Sumner    | TTO  | 48,67    |
| 8     | Shamar Smith    | BAH  | 49,34    |

#### 800 m
| Platz | Athlet              | Land | Zeit (min) |
| ----- | ------------------- | ---- | ---------- |
| 1     | J'Voughnn Blake     | JAM  | 1:49,89    |
| 2     | Nathan Cumberbatch  | TTO  | 1:51,86 PB |
| 3     | Adrian Nethersole   | JAM  | 1:51,96    |
| 4     | Nirobi Smith Mills  | BER  | 1:52,20 PB |
| 5     | Jahshani Farrington | IVB  | 1:55,01 PB |
| 6     | Sancho Smith        | BER  | 1:55,36 PB |
| 7     | Ambriton Nellie     | VIN  | 1:55,51 PB |

#### 1500 m
| Platz | Athlet             | Land | Zeit (min) |
| ----- | ------------------ | ---- | ---------- |
| 1     | J'Voughnn Blake    | JAM  | 4:00,04    |
| 2     | Adrian Nethersole  | JAM  | 4:01,45    |
| 3     | Troy Llanos        | TTO  | 4:01,47 PB |
| 4     | Curtis Mitchell    | BAH  | 4:01,70 PB |
| 5     | Nellie Ambriton    | VIN  | 4:06,92 PB |
| 6     | Alexander Caines   | SKN  | 4:10,35 PB |
| 7     | Augustine Blasczyk | MTQ  | 4:13,38 PB |
| 8     | Simeon Hayward     | BER  | 4:20,41    |

#### 5000 m
| Platz | Athlet            | Land | Zeit (min)  |
| ----- | ----------------- | ---- | ----------- |
| 1     | Curtis Mitchell   | BAH  | 16:07,57 PB |
| 2     | Nicholas Power    | JAM  | 16:08,93 PB |
| 3     | Tafari Waldron    | TTO  | 16:35,73 PB |
| 4     | Augustin Blasczyk | MTQ  | 16:50,15 PB |
|       | Neo Lucien Davis  | DMA  | DNF         |

#### 110 m Hürden (99 cm)
| Platz | Athlet           | Land | Zeit (s) |
| ----- | ---------------- | ---- | -------- |
| 1     | Matthew Sophia   | CUW  | 13,74 SB |
| 2     | Demario Prince   | JAM  | 13,88    |
| 3     | Antoine Andrews  | BAH  | 13,91    |
| 4     | Khailan Vitalis  | LCA  | 14,20    |
| 5     | Nikkolia Kennedy | BAR  | 14,46    |
| 6     | Keone John       | TTO  | 13,64    |
| 7     | Ulric Portier    | GLP  | 14,80    |
| 8     | Brian Morris     | TTO  | 14,89    |

Wind: −2,0 m/s

#### 400 m Hürden
| Platz          | Athlet            | Land | Zeit (s) |
| -------------- | ----------------- | ---- | -------- |
| 1              | Roshawn Clarke    | JAM  | 50,68    |
| 2              | Shamiar Bain      | BAH  | 52,83 PB |
| 3              | Craig Prendergast | ATG  | 55,08    |
| 4              | J'Mari Duhaney    | IVB  | 56,62 PB |
|                | Dorian Charles    | TTO  | DNF      |
| Rayon Campbell | JAM               | DNF  |          |

#### 4 × 100 m Staffel
| Platz | Land                    | Athleten                                                      | Zeit (s) |
| ----- | ----------------------- | ------------------------------------------------------------- | -------- |
| 1     | Jamaika                 | Bouwahghi Nkrumie Deandre Daley Sandrey Davison Bryan Levell  | 39,15 MR |
| 2     | Bahamas                 | Zachary Evans Zion Campbell Keano Ferguson Carlos Brown Jr.   | 40,41    |
| 3     | Cayman Islands          | Jaiden Reid Jamar Ellis Alex Gordon Davonte Howell            | 40,72    |
| 4     | Guadeloupe              | Chrysley Appatore Rihoann Rilcy Ulric Portier Aymeric Chalcou | 41,77    |
| 5     | St. Kitts und Nevis     | K'Anthony Benjamin Shamarie Newton-Roberts William Sharpe     | 42,08    |
| 6     | Guyana                  | Ezekiel Newton Wesley Tyndall Stafon Roach Shamar Horatio     | 42,79    |
| 7     | Turks- und Caicosinseln | Benjamin Kevaughn Rayvon Walkin Aleiandio Durham              | 43,81    |
| 8     | Trinidad und Tobago     | Anthony Diaz Miguel Taylor Jaden de Souza Revell Webster      | 44,90    |

#### 4 × 400 m Staffel
| Platz | Land                           | Athleten                                                                   | Zeit (min) |
| ----- | ------------------------------ | -------------------------------------------------------------------------- | ---------- |
| 1     | Jamaika                        | Shemar Palmer Roshawn Clarke Bryan Levell Delano Kennedy                   | 3:08,94    |
| 2     | Trinidad und Tobago            | Rinaldo Moore Shakeem Mc Kay Keone John Cyril Sumner                       | 3:09,67    |
| 3     | Barbados                       | Josiah Parris Amani Mascoll-Beckles Jahleel Armstrong Ross Walrond         | 3:10,71    |
| 4     | Bahamas                        | Michael Styles Shamar Smith Antoine Andrews                                | 3:14,56    |
| 5     | St. Vincent und die Grenadinen | Devonrick Mack Amal Glasgow Kyle Lawrence Nellie Ambriton                  | 3:16,14    |
| 6     | St. Kitts und Nevis            | Shamarie Newton-Roberts K'Anthony Benjamin Alexander Caines Jelani Johnson | 3:24,03    |

#### Hochsprung
| Platz | Athlet              | Land | Höhe (m) |
| ----- | ------------------- | ---- | -------- |
| 1     | Aaron Antoine       | TTO  | 2,16 PB  |
| 2     | Brandon Pottinger   | JAM  | 2,14 PB  |
| 3     | Verrol Sam          | VIN  | 2,00     |
| 4     | Uroy Ryan           | VIN  | 1,95 =PB |
| 4     | Josh Gardner        | CAY  | 1,95     |
| 6     | Stephan Farquharson | BAH  | 1,90 SB  |
| 7     | Xavier Codling      | JAM  | 1,85     |
|       | Stephen Watson      | CAY  | NMH      |

#### Stabhochsprung
| Platz | Athlet             | Land | Höhe (m) |
| ----- | ------------------ | ---- | -------- |
| 1     | Brenden Vanderpool | BAH  | 4,35 PB  |
| 2     | Jeremiah Felix     | LCA  | 4,10     |
| 3     | Isaiah Patrick     | GRN  | 3,70 PB  |
| 4     | Rashid James       | LCA  | 3,60 PB  |
| 5     | Verrol Sam         | VIN  | 3,60 PB  |
| 6     | Lucas Ledoux       | MTQ  | 3,60 PB  |
| 7     | Kenny Moxey        | BAH  | 3,45     |
|       | Lucas Montabord    | MTQ  | NMH      |

#### Weitsprung
| Platz | Athlet          | Land | Weite (m) |
| ----- | --------------- | ---- | --------- |
| 1     | Jaydon Hibbert  | JAM  | 7,62      |
| 2     | Uroy Ryan       | VIN  | 7,52      |
| 3     | Aren Spencer    | BAR  | 7,48 w    |
| 4     | Mateo Smith     | BAH  | 7,30      |
| 5     | Balvin Israel   | JAM  | 7,22 w    |
| 6     | Aymeric Chalcou | GLP  | 7,15 w    |
| 7     | Wesley Tyndall  | GUY  | 7,12 w    |
| 8     | Zachary Evans   | BAH  | 7,11      |

#### Dreisprung
| Platz         | Athlet             | Land | Weite (m) |
| ------------- | ------------------ | ---- | --------- |
| 1             | Jaydon Hibbert     | JAM  | 17,05 w   |
| 2             | Aren Spencer       | BAR  | 15,80 PB  |
| 3             | Royan Walters      | JAM  | 15,59 PB  |
| 4             | Stafon Roach       | GUY  | 15,31 PB  |
| 5             | Brandon Hutchinson | BAH  | 14,47     |
| 6             | Trevon Hamer       | BAH  | 14,14     |
|               | Rayvon Walkin      | TKS  | NM        |
| Mike Mondesir | GUF                | NM   |           |

#### Kugelstoßen (6 kg)
| Platz | Athlet              | Land | Weite (m)   |
| ----- | ------------------- | ---- | ----------- |
| 1     | Kobe Lawrence       | JAM  | 20,02 MR PB |
| 2     | Christopher Young   | JAM  | 19,12       |
| 3     | Kevon Hinds         | BAR  | 16,18       |
| 4     | Jaylon Calder       | GRN  | 15,65 PB    |
| 5     | Tayjo Opponge-Adjei | TKS  | 15,32       |
| 6     | De'Andre Bristol    | GRN  | 14,49       |
| 7     | Orlando Douglas     | IVB  | 14,43 PB    |
| 8     | Andre Smikle        | IVB  | 12,94 PB    |

#### Diskuswurf (1,75 kg)
| Platz | Athlet              | Land | Weite (m) |
| ----- | ------------------- | ---- | --------- |
| 1     | Kobe Lawrence       | JAM  | 60,77     |
| 2     | Christopher Young   | JAM  | 54,30     |
| 3     | Jaden James         | TTO  | 52,28 PB  |
| 4     | Tayjo Opponge-Adjei | TKS  | 49,26     |
| 5     | Orlando Douglas     | IVB  | 46,52     |
| 6     | De'Andre Bristol    | GRN  | 46,28     |
| 7     | Antwon Walkin       | TKS  | 45,02     |
| 8     | Jethro Baptiste     | BAH  | 42,72     |

#### Speerwurf
| Platz | Athlet            | Land | Weite (m)      |
| ----- | ----------------- | ---- | -------------- |
| 1     | Keyshawn Strachan | BAH  | 79,89 CR NU20R |
| 2     | Anthony Diaz      | TTO  | 63,69 PB       |
| 3     | Cameron Thomas    | GRN  | 60,80 PB       |
| 4     | Christopher Young | JAM  | 58,84 PB       |
| 5     | Dorian Charles    | TTO  | 58,84          |
| 6     | Nathaniel Zervos  | BAH  | 56,85          |
| 7     | Gabriel Lim       | GUY  | 53,27          |
| 8     | Jaeden Teka       | GRN  | 51,51          |

#### Zehnkampf
| Platz | Athlet                   | Land | Weite (m) |
| ----- | ------------------------ | ---- | --------- |
| 1     | Kevin Brooks             | JAM  | 4942      |
| 2     | Lynden Johnson           | BAH  | 4894      |
| 3     | Wooslyn Harvey           | TKS  | 4888      |
| 4     | Jelani Croal             | IVB  | 4845      |
| 5     | Phillip Nathan Telemaque | DMA  | 4647      |
| 6     | Jauza James              | BER  | 3884      |
| 7     | Mychael Claxton          | IVB  | 3783      |
| 8     | Devon Wright             | CAY  | 3763      |

### Frauen U20

#### 100 m
| Platz | Athletin          | Land | Zeit (s) |
| ----- | ----------------- | ---- | -------- |
| 1     | Tina Clayton      | JAM  | 11,22 SB |
| 2     | Tia Clayton       | JAM  | 11,30 SB |
| 3     | Shaniqua Bascombe | TTO  | 11,57    |
| 4     | Keliza Smith      | GUY  | 11,58 PB |
| 5     | Rickyla Fagan     | BAR  | 11,76 PB |
| 6     | Kishawna Niles    | BAR  | 11,77    |
| 7     | Paige Archer      | BAH  | 11,85    |
| 8     | Laure Anne Faleme | GLP  | 12,08    |

Wind: +0,6 m/s

#### 200 m
| Platz | Athletin          | Land | Zeit (s) |
| ----- | ----------------- | ---- | -------- |
| 1     | Brianna Lyston    | JAM  | 23,16    |
| 2     | Shaniqua Bascombe | TTO  | 24,18 SB |
| 3     | Kaylia Kelly      | JAM  | 24,33    |
| 4     | Keliza Smith      | GUY  | 24,40    |
| 5     | Caitlyn Bobb      | BER  | 24,74    |
| 6     | Kenyatta Grate    | IVB  | 25,21    |
| 7     | Kyah La Fortune   | TTO  | 25,34    |
| 8     | Paige Archer      | BAH  | 34,85    |

Wind: −1,7 m/s

#### 400 m
| Platz | Athletin         | Land | Zeit (s) |
| ----- | ---------------- | ---- | -------- |
| 1     | Kaylia Kelly     | JAM  | 52,32 PB |
| 2     | Oneika McAnnuff  | JAM  | 52,52    |
| 3     | Caitlyn Bobb     | BER  | 53,12 SB |
| 4     | Kaelyaah Liburd  | IVB  | 53,84 PB |
| 5     | Akris Eristee    | IVB  | 54,41    |
| 6     | Jamara Patterson | GRN  | 54,90 PB |
| 7     | Javonya Valcourt | BAH  | 55,09    |
| 8     | Hannah Reid      | GUY  | 55,38    |

#### 800 m
| Platz | Athletin          | Land | Zeit (min) |
| ----- | ----------------- | ---- | ---------- |
| 1     | Jody-Ann Mitchell | JAM  | 2:09,73    |
| 2     | Layla Haynes      | BAR  | 2:10,58    |
| 3     | Adriel Austin     | GUY  | 2:13,62    |
| 4     | Jaden Francis     | CAY  | 2:18,08 PB |
| 5     | Shayla Cann       | BER  | 2:21,11 PB |
| 6     | Tamara Guerrier   | GLP  | 2:21,58    |
|       | Rushana Dwyer     | JAM  | DNF        |

#### 1500 m
| Platz | Athletin          | Land | Zeit (min) |
| ----- | ----------------- | ---- | ---------- |
| 1     | Rickeisha Simms   | JAM  | 4:44,18    |
| 2     | Samantha Pryce    | JAM  | 4:44,77    |
| 3     | Layla Haynes      | BAR  | 4:45,10 SB |
| 4     | Jonnicia Williams | SKN  | 5:25,59    |
| 5     | Tenesia Gardiner  | BAH  | 5:29,04    |

#### 3000 m
| Platz | Athletin          | Land | Zeit (min)  |
| ----- | ----------------- | ---- | ----------- |
| 1     | Samantha Pryce    | JAM  | 10:40,07 SB |
| 2     | Attoya Harvey     | GUY  | 10:51,40 PB |
| 3     | Ashara Frater     | JAM  | 11:03,76    |
| 4     | Mallory Meyers    | BLZ  | 11:08,23 PB |
| 5     | Kirra Lambert     | ISV  | 11:56,28    |
| 6     | Tenesia Gardiner  | TKS  | 12:51,54    |
| 7     | Jonnicia Williams | SKN  | 13:13,60    |

#### 100 m Hürden
| Platz | Athletin        | Land | Zeit (s) |
| ----- | --------------- | ---- | -------- |
| 1     | Alexis James    | JAM  | 13,32    |
| 2     | Oneka Wilson    | JAM  | 13,67    |
| 3     | Nya Browne      | BAR  | 14,63    |
| 4     | DiaMonae Thomas | IVB  | 15,46 PB |

Wind: −2,0 m/s

#### 400 m Hürden
| Platz | Athletin        | Land | Zeit (s) |
| ----- | --------------- | ---- | -------- |
| 1     | Safhia Hinds    | JAM  | 58,96    |
| 2     | Shackelia Green | JAM  | 59,77    |
| 3     | Natasha Fox     | TTO  | 62,35    |
| 4     | Grenisha Thomas | VIN  | 63,12 PB |
| 5     | Shadae Worrell  | BAR  | 66,54    |

#### 4 × 100 m Staffel
| Platz | Land                     | Athletinnen                                                    | Zeit (s)       |
| ----- | ------------------------ | -------------------------------------------------------------- | -------------- |
| 1     | Jamaika                  | Serena Cole Tina Clayton Brianna Lyston Tia Clayton            | 42,58 WU20R MR |
| 2     | Barbados                 | Nya Browne Rickyla Fagan Shadae Worrell Kishawna Niles         | 45,36          |
| 3     | Trinidad und Tobago      | Kayla Caesar Shaniqua Bascombe Karessa Kirton Kyah La Fortune  | 46,12          |
| 4     | Bermuda                  | Caitlyn Bobb Keturah Bulford-Trott Sanaa Morris Zakayza Parson | 46,13          |
| 5     | Turks- und Caicosinseln  | Daisy McIntosh Lynn Antoine                                    | 51,89          |
| 6     | Britische Jungferninseln |                                                                | 68,66          |
|       | Guadeloupe               |                                                                | DSQ            |

#### 4 × 400 m Staffel
| Platz | Land                     | Athletinnen                                                        | Zeit (min) |
| ----- | ------------------------ | ------------------------------------------------------------------ | ---------- |
| 1     | Jamaika                  | Safhia Hinds Oneika McAnnuff Shackelia Green Rushana Dwyer         | 3:36,81    |
| 2     | Britische Jungferninseln | Akeela McMaster Kenyatta Grate Kaelyaah Liburd Akrissa Eristee     | 3:45,67    |
| 3     | Bermuda                  | Sanaa Morris Keturah Buford-Trott Shayla Cann Caitlyn Bobb         | 3:48,69    |
| 4     | Bahamas                  | Shaunece Miller Javonya Valcourt Sabriyah Farquharson Paige Archer | 4:05,99    |
| 5     | Turks- und Caicosinseln  |                                                                    | 4:20,51    |

#### Hochsprung
| Platz | Athletin                | Land | Höhe (m) |
| ----- | ----------------------- | ---- | -------- |
| 1     | Annishka McDonald       | JAM  | 1,75     |
| 2     | Malaika Cunningham      | JAM  | 1,70     |
| 3     | Ahsharean Enoe          | GRN  | 1,65     |
| 4     | Shaunece Miller         | BAH  | 1,65     |
|       | Jemerly Jeneiv Lawrence | DMA  | NMH      |

#### Weitsprung
| Platz | Athletin            | Land | Weite (m) |
| ----- | ------------------- | ---- | --------- |
| 1     | Serena Cole         | JAM  | 5,89 w    |
| 2     | Kayssia Hudson      | GUF  | 5,77 PB   |
| 3     | Kay-Lagay Clarke    | JAM  | 5,64 w    |
| 4     | Ashantae Graham     | CAY  | 5,62 PB   |
| 5     | Sabriya Farquharson | BAH  | 5,48 w    |
| 6     | Zakayza Parson      | BER  | 5,46 w    |
| 7     | Amely Pulcherie     | GUF  | 5,40 w    |
| 8     | Lynn Antoine        | TKS  | 5,12 w    |

#### Dreisprung
| Platz | Athletin         | Land | Weite (m) |
| ----- | ---------------- | ---- | --------- |
| 1     | Kayssia Hudson   | GUF  | 12,34 PB  |
| 2     | Jo-Anna Pinnock  | JAM  | 12,13     |
| 3     | Alyssa Dyett     | ATG  | 12,04 PB  |
| 4     | Kay-Lagay Clarke | JAM  | 11,82     |
| 5     | Amely Pulcherie  | GUF  | 11,62     |

#### Kugelstoßen
| Platz | Athletin                | Land | Weite (m) |
| ----- | ----------------------- | ---- | --------- |
| 1     | Treneese Eloui Hamilton | DMA  | 14,58 SB  |
| 2     | Britannia Johnson       | JAM  | 14,19     |
| 3     | Alicia Grootfaam        | SUR  | 12,97 SB  |
| 4     | Cedricka Williams       | JAM  | 12,13     |
| 5     | Palesa Caesar           | IVB  | 11,73     |
| 6     | Princesse Hyman         | GLP  | 11,47     |
| 7     | Brianna Smith           | CAY  | 11,30 PB  |
| 8     | Kayssia Hudson          | GUF  | 10,13 PB  |

#### Diskuswurf
| Platz | Athletin          | Land | Weite (m) |
| ----- | ----------------- | ---- | --------- |
| 1     | Cedricka Williams | JAM  | 51,24     |
| 2     | Britannia Johnson | JAM  | 49,74 PB  |
| 3     | Princesse Hyman   | GLP  | 47,55 PB  |
| 4     | Calea Jackson     | BAH  | 44,90 PB  |
| 5     | Lalenii Grant     | TTO  | 43,68 PB  |
| 6     | Palesa Caesar     | IVB  | 42,32 PB  |
| 7     | Bernesha Knowles  | BAH  | 39,22     |
| 8     | Yanelli Dawkins   | CAY  | 29,33 PB  |

#### Speerwurf
| Platz | Athletin         | Land | Weite (m) |
| ----- | ---------------- | ---- | --------- |
| 1     | Anisha Gibbons   | GUY  | 42,54     |
| 2     | Vivica Addison   | BAR  | 41,92     |
| 3     | Vanessa Greaves  | BAR  | 41,17     |
| 4     | Korann Colet     | GUF  | 40,66     |
| 5     | Rachell Pascal   | CAY  | 33,83 PB  |
| 6     | Natalie Albert   | LCA  | 33,80     |
| 7     | Vanessa Sawyer   | BAH  | 31,68     |
| 8     | Tiffany Mckenzie | SKN  | 30,99 PB  |

#### Siebenkampf
| Platz | Athletin          | Land | Punkte |
| ----- | ----------------- | ---- | ------ |
| 1     | Shania Myers      | JAM  | 5006   |
| 2     | A'Keela McMaster  | IVB  | 4246   |
| 3     | Gianna Paul       | TTO  | 4245   |
| 4     | Mia McIntosh      | ATG  | 4035   |
| 5     | Tenique Vincent   | TTO  | 4010   |
| 6     | Gailan John       | VIN  | 3661   |
| 7     | Cadence Stanley   | SKN  | 3569   |
|       | Lou-Anna Pronzola | MTQ  | DNF    |

### Männer U17

#### 100 m
| Platz | Athlet          | Land | Zeit (s) |
| ----- | --------------- | ---- | -------- |
| 1     | Dwayne Fleming  | ATG  | 10,72 PB |
| 2     | Gary Card       | JAM  | 10,75 PB |
| 3     | Keo Davis       | VIN  | 10,77 PB |
| 4     | Ishmael Rolle   | BAH  | 10,83 PB |
| 5     | Shaquane Gordon | JAM  | 10,88    |
| 6     | Jamario Russell | TTO  | 11,02    |
| 7     | Denver Tucker   | BER  | 11,06 PB |
|       | Andrew Brown    | BAH  | DNF      |

Wind: +0,5 m/s

#### 200 m
| Platz | Athlet          | Land | Zeit (s) |
| ----- | --------------- | ---- | -------- |
| 1     | Rickoy Hunter   | JAM  | 22,13    |
| 2     | Keo Davis       | VIN  | 22,19 PB |
| 3     | Marchino Rose   | JAM  | 22,26    |
| 4     | Kaiyin Morris   | TTO  | 22,31 PB |
| 5     | Dwayne Fleming  | ATG  | 22,33 PB |
| 6     | Turmani Skinner | BAH  | 22,48 PB |
| 7     | Daeshaun Cole   | TTO  | 22,04    |
| 8     | Jerrel Maize    | CAY  | 22,73    |

Wind: −1,3 m/s

#### 400 m
| Platz | Athlet             | Land | Zeit (s) |
| ----- | ------------------ | ---- | -------- |
| 1     | Marchino Rose      | JAM  | 48,41    |
| 2     | Tajh-Marques White | JAM  | 48,62    |
| 3     | Kaiyin Morris      | TTO  | 49,01 PB |
| 4     | Zion Miller        | BAH  | 49,36 PB |
| 5     | Berkley Munnings   | BAH  | 49,63 PB |
| 6     | Kyle Williams      | TTO  | 50,43    |
| 7     | Osei Gardiner      | ATG  | 50,78 PB |
| 8     | Daron Thomas       | SKN  | 51,81 PB |

#### 800 m
| Platz | Athlet                | Land | Zeit (min) |
| ----- | --------------------- | ---- | ---------- |
| 1     | Ainsley Brown         | JAM  | 1:58,08    |
| 2     | Keeran Sriskandarajah | TTO  | 1:58,45 PB |
| 3     | Rasheed Pryce         | JAM  | 1:58,51    |
| 4     | Jonathan Lynch        | IVB  | 2:01,09 PB |
| 5     | Jaheim Harry          | VIN  | 2:01,62 PB |
| 6     | Raywind Winder        | BAH  | 2:02,76 PB |
| 7     | Dylan Morin           | MTQ  | 2:05,12    |
| 8     | Mickael Mornal        | GLP  | 2:07,47    |

#### 1500 m
| Platz | Athlet                | Land | Zeit (min) |
| ----- | --------------------- | ---- | ---------- |
| 1     | Keeran Sriskandarajah | TTO  | 4:10,58 PB |
| 2     | Javon Roberts         | GUY  | 4:12,54 PB |
| 3     | Yoshane Bowen         | JAM  | 4:13,15    |
| 4     | Tyrone Lawson         | JAM  | 4:13,54    |
| 5     | Fynn Armstrong        | BAR  | 4:14,58    |
| 6     | Daniel Meyers         | BLZ  | 4:17,67    |
| 7     | Yeshua Dabian         | ARU  | 4:26,56    |
| 8     | Carlos Brison         | SXM  | 4:34,15    |

#### 3000 m
| Platz | Athlet          | Land | Zeit (min) |
| ----- | --------------- | ---- | ---------- |
| 1     | Fynn Armstrong  | BAR  | 9:21,31    |
| 2     | Demetrie Meyers | BLZ  | 9:33,42    |
| 3     | Tyrone Lawson   | JAM  | 9:34,46    |
| 4     | Yeshua Dabian   | ARU  | 9:39,17    |
| 5     | Carlos Brison   | SXM  | 10:32,40   |

#### 110 m Hürden (91 cm)
| Platz | Athlet          | Land | Zeit (s) |
| ----- | --------------- | ---- | -------- |
| 1     | Shaquane Gordon | JAM  | 13,69    |
| 2     | Jadan Campbell  | JAM  | 13,91    |
| 3     | Jermahd Huggins | SKN  | 15,21 PB |
| 4     | Quinton Rolle   | BAH  | 15,61 PB |
| 5     | Lucas Ledoux    | MTQ  | 16,52 PB |
| 6     | Lucas Montabord | MTQ  | 17,28    |

Wind: −1,5 m/s

#### 400 m Hürden (84 cm)
| Platz | Athlet            | Land | Zeit (s) |
| ----- | ----------------- | ---- | -------- |
| 1     | Princewell Martin | JAM  | 53,00 PB |
| 2     | Jordan Mowatt     | JAM  | 54,40    |
| 3     | Jermahd Huggins   | SKN  | 55,57 PB |
| 4     | Quinton Rolle     | BAH  | 55,66 PB |
| 5     | Akanye Francis    | SKN  | 56,24 PB |
| 6     | Jonhael Lugiery   | MTQ  | 62,38    |

#### 4 × 100 m Staffel
| Platz | Land                | Athleten                                                   | Zeit (s) |
| ----- | ------------------- | ---------------------------------------------------------- | -------- |
| 1     | Jamaika             | Jadan Campbell Gary Card Ricoy Hunter Shaquane Gordon      | 41,74    |
| 2     | Trinidad und Tobago | Jamario Russell Daeshaun Cole Khadeem Ryan Khareem Solomon | 42,77    |
| 3     | Cayman Islands      | Rashawn Robinson Jacob Ebanks Ty Goddard Jerrell Maize     | 43,40    |
| 4     | St. Kitts und Nevis |                                                            | 43,46    |
| 5     | Bahamas             |                                                            | 43,80    |
| 6     | Martinique          |                                                            | 44,56    |

#### 4 × 400 m Staffel
| Platz | Land                           | Athleten                                                     | Zeit (min) |
| ----- | ------------------------------ | ------------------------------------------------------------ | ---------- |
| 1     | Jamaika                        | Zachary Wallace Ainsley Brown Princewel Martin Marcinho Rose | 3:17,85    |
| 2     | Trinidad und Tobago            | Kyle Williams Dylan Woodruffe Daeshaun Cole Kaiyin Morris    | 3:18,89    |
| 3     | Bahamas                        | Berkley Munnings Ishmael Rolle Turmani Skinner Zion Miller   | 3:21,35    |
| 4     | St. Kitts und Nevis            | Jermahd Huggins                                              | 3:23,32    |
| 5     | St. Vincent und die Grenadinen |                                                              | 3:23,97    |
| 6     | Martinique                     |                                                              | 3:37,30    |

#### Hochsprung
| Platz | Athlet         | Land | Höhe (m) |
| ----- | -------------- | ---- | -------- |
| 1     | Chaz Penn      | JAM  | 2,05 PB  |
| 2     | Andrew Stone   | CAY  | 2,00 PB  |
| 3     | Aaron McKenzie | JAM  | 1,95     |
| 4     | Jeani Morrison | BAH  | 1,85     |
| 5     | Jaidi James    | TTO  | 1,85     |
| 6     | Melique Evans  | TKS  | 1,80 PB  |
| 7     | AJ Delpesche   | VIN  | 1,80 PB  |
| 8     | Dyan Morris    | TKS  | 1,80 PB  |

#### Weitsprung
| Platz | Athlet        | Land | Weite (m) |
| ----- | ------------- | ---- | --------- |
| 1     | Andrew Stone  | CAY  | 6,76 PB   |
| 2     | Andrew Steele | TTO  | 6,61 SB   |
| 3     | Euan Young    | JAM  | 6,60 PB   |
| 4     | Rickoy Hunter | JAM  | 6,54 PB   |
| 5     | Robert Stuart | BAH  | 6,52      |
| 6     | Gabriel Cline | IVB  | 6,37 PB   |
| 7     | Jaidi James   | TTO  | 6,24      |
| 8     | Kodi Grant    | TTO  | 6,12 PB   |

#### Dreisprung
| Platz | Athlet          | Land | Weite (m) |
| ----- | --------------- | ---- | --------- |
| 1     | Chavez Penn     | JAM  | 14,63 w   |
| 2     | Euan Young      | JAM  | 14,32 w   |
| 3     | Jonathan Rogers | BAH  | 13,99 PB  |
| 4     | Mehdi Jean-Elie | MTQ  | 12,09     |
|       | Jason Woodside  | BAH  | NM        |

#### Kugelstoßen (5 kg)
| Platz | Athlet            | Land | Weite (m) |
| ----- | ----------------- | ---- | --------- |
| 1     | Despiro Wray      | JAM  | 15,36     |
| 2     | Nathaniel McHardy | BAH  | 14,71     |

#### Diskuswurf (1,5 kg)
| Platz | Athlet       | Land | Weite (m) |
| ----- | ------------ | ---- | --------- |
| 1     | Despiro Wray | JAM  | 48,89 PB  |

#### Speerwurf (700 g)
| Platz | Athlet                 | Land | Weite (m) |
| ----- | ---------------------- | ---- | --------- |
| 1     | Rayvohn Telesford      | GRN  | 62,80 PB  |
| 2     | Addison Alickson James | DMA  | 50,71 PB  |
| 3     | Dylan Morin            | MTQ  | 36,41     |

### Frauen U17

#### 100 m
| Platz | Athlet                  | Land | Zeit (s) |
| ----- | ----------------------- | ---- | -------- |
| 1     | Adaejah Hodge           | IVB  | 11,29 PB |
| 2     | Shatalya Dorsett        | BAH  | 11,80 PB |
| 3     | Theianna Lee Terrelonge | JAM  | 11,87    |
| 4     | Camoy Binger            | JAM  | 11,92    |
| 5     | Janae De Gannes         | TTO  | 12,00 PB |
| 6     | Naomi London            | LCA  | 12,06    |
| 7     | Shonte Matthias         | VIN  | 12,25    |
| 8     | Geolyna Dowdye          | ATG  | 12,29    |

Wind: +0,5 m/s

#### 200 m
| Platz | Athlet                  | Land | Zeit (s) |
| ----- | ----------------------- | ---- | -------- |
| 1     | Adaejah Hodge           | IVB  | 23,42 PB |
| 2     | Sabrina Dockery         | JAM  | 24,25    |
| 3     | Theianna Lee Terrelonge | JAM  | 24,64    |
| 4     | Nya Wright              | BAH  | 25,47    |
| 5     | Shantay Augustine       | GRN  | 25,49    |
| 6     | Alexxe Henry            | TTO  | 25,62    |
| 7     | Shonte Matthias         | VIN  | 26,04    |

Wind: −3,0 m/s

#### 400 m
| Platz | Athlet             | Land | Zeit (s) |
| ----- | ------------------ | ---- | -------- |
| 1     | Abigail Campbell   | JAM  | 53,83    |
| 2     | Narissa McPherson  | GUY  | 55,39 PB |
| 3     | Quana Walker       | JAM  | 55,65 PB |
| 4     | Kadia Rock         | BAR  | 57,69    |
| 5     | Jenna-Marie Thomas | TTO  | 58,39 PB |
| 6     | S'Nya Cumbermatch  | BER  | 60,23 PB |
| 7     | Eden Deguelle      | MTQ  | 60,42 PB |
| 8     | Anaelle Placide    | MTQ  | 63,37    |

#### 800 m
| Platz | Athletin          | Land | Zeit (min) |
| ----- | ----------------- | ---- | ---------- |
| 1     | Michelle Smith    | ISV  | 2:10,78 PB |
| 2     | Andrene Peart     | JAM  | 2:13,07    |
| 3     | Attoya Harvey     | GUY  | 2:14,08 PB |
| 4     | Narissa McPherson | GUY  | 2:16,13 PB |
| 5     | Ashlyn Simmons    | BAR  | 2:19,34    |
| 6     | Ricaria Campbell  | JAM  | 2:20,21    |
| 7     | Jaeda Grant       | BER  | 2:20,50 PB |
| 8     | Kayleigh Forde    | TTO  | 2:23,83    |

#### 1500 m
| Platz | Athletin         | Land | Zeit (min) |
| ----- | ---------------- | ---- | ---------- |
| 1     | Attoya Harvey    | GUY  | 4:45,75 PB |
| 2     | Kayleigh Forde   | TTO  | 4:52,14 PB |
| 3     | Kededra Coombs   | JAM  | 4:52,19 PB |
| 4     | Andrene Peart    | JAM  | 4:52,24    |
| 5     | Aniqah Bailey    | TTO  | 4:57,02    |
| 6     | Jaeda Grant      | TTO  | 4:57,14 PB |
| 7     | Ashlyn Simmons   | BAR  | 4:59,81 PB |
| 8     | Fenella Wightman | BER  | 4:59,98 PB |

#### 100 m Hürden (76 cm)
| Platz | Athletin          | Land | Zeit (s) |
| ----- | ----------------- | ---- | -------- |
| 1     | Bryana Davidson   | JAM  | 13,50 PB |
| 2     | Michelle Smith    | ISV  | 14,31 PB |
| 3     | Jody-Ann Daley    | JAM  | 14,45    |
| 4     | A'Sia McMaster    | IVB  | 15,38 PB |
| 5     | Naima Caprice     | MTQ  | 15,90 PB |
| 6     | Vinesha John      | IVB  | 15,95 PB |
| 7     | Lou-Anna Pronzola | IVB  | 16,71 PB |

Wind: −1,8 m/s

#### 400 m Hürden
| Platz | Athletin           | Land | Zeit (s) |
| ----- | ------------------ | ---- | -------- |
| 1     | Michelle Smith     | ISV  | 58,61 PB |
| 2     | Jody-Ann Daley     | JAM  | 62,22 PB |
| 3     | Deandra Harris     | JAM  | 62,26    |
| 4     | Jenna-Marie Thomas | TTO  | 65,88 PB |

#### 4 × 100 m Staffel
| Platz | Land                | Athletinnen                                                           | Zeit (s) |
| ----- | ------------------- | --------------------------------------------------------------------- | -------- |
| 1     | Jamaika             | Bryana Davidson Camoy Binger Shemonique Hazle Thieanna Lee Terrelonge | 45,38    |
| 2     | Bahamas             | Jamiah Nabbie Nia Wright Koi Adderley Shatalya Dorsett                | 47,13    |
| 3     | Trinidad und Tobago | Janae De Gannes Alexxe Henry Kaziah Peters Ayode Simmons              | 48,19    |
| 4     | Bermuda             |                                                                       | 49,50    |
| 5     | Martinique          |                                                                       | 50,22    |

#### 4 × 400 m Staffel
| Platz | Land       | Athletinnen                                                  | Zeit (min) |
| ----- | ---------- | ------------------------------------------------------------ | ---------- |
| 1     | Jamaika    | Sabrina Dockery Quana Walker Deandra Harris Abigail Campbell | 3:43,59    |
| 2     | Bermuda    | Madisyn Bobb S'Nya Cumbermatch Jaeda Grant Elise Dickinson   | 4:03,23    |
| 3     | Bahamas    | Nya Wright Shatalya Dorsett Erin Barr Koi Adderley           | 4:04,11    |
| 4     | Martinique |                                                              | 4:05,83    |

#### Hochsprung
| Platz | Athletin        | Land | Höhe (m) |
| ----- | --------------- | ---- | -------- |
| 1     | Danielle Noble  | JAM  | 1,73 PB  |
| 2     | Tenique Vincent | TTO  | 1,65 PB  |
| 3     | Jah'kyla Morton | IVB  | 1,60 PB  |
| 4     | Gianna Paul     | TTO  | 1,60     |
| 4     | Asia McKay      | JAM  | 1,60     |
| 6     | A'Sia McMaster  | IVB  | 1,50 PB  |
| 7     | Koi Adderley    | BAH  | 1,50     |
| 7     | Alexia Renel    | MTQ  | 1,50 PB  |

#### Weitsprung
| Platz | Athletin         | Land | Weite (m) |
| ----- | ---------------- | ---- | --------- |
| 1     | Adaejah Hodge    | IVB  | 6,20 w    |
| 2     | Shemonique Hazle | JAM  | 5,85      |
| 3     | Rohanna Sudlow   | JAM  | 5,84 w    |
| 4     | Janae De Gannes  | TTO  | 5,56 SB   |
| 5     | Koi Adderley     | BAH  | 5,45      |
| 6     | Jah'kyla Morton  | IVB  | 5,41 PB   |
| 7     | Jamaiah Nabbie   | BAH  | 5,40 w    |
| 8     | Elyah Bessard    | MTQ  | 5,19 PB   |

#### Dreisprung
| Platz | Athletin         | Land | Weite (m) |
| ----- | ---------------- | ---- | --------- |
| 1     | Sabrina Atkinson | JAM  | 12,00 w   |
| 2     | Leane Alfred     | GUF  | 11,77 w   |
| 3     | Zoe Adderley     | BAH  | 11,45 w   |
| 4     | Talyrie Vitalis  | GLP  | 11,33 w   |
| 5     | Lanaisha Lubin   | BAH  | 11,31     |
| 6     | Tessa Clamy      | GLP  | 11,10 w   |
| 7     | Rohanna Sudlow   | JAM  | 11,06 PB  |
| 8     | Naima Caprice    | MTQ  | 10,43 w   |

#### Kugelstoßen (3 kg)
| Platz | Athletin          | Land | Weite (m) |
| ----- | ----------------- | ---- | --------- |
| 1     | Savianna Joseph   | IVB  | 13,54 PB  |
| 2     | Nastassia Burrell | JAM  | 13,10     |
| 3     | Terrell McCoy     | BAH  | 13,00     |
| 4     | Annae Mackey      | BAH  | 12,37     |
| 5     | Dionjah Shaw      | JAM  | 12,07 PB  |
| 6     | Peyton Winter     | TTO  | 12,02     |
| 7     | Mikayla Brown     | CAY  | 10,69 PB  |
| 8     | Camerin Porter    | CAY  | 9,19      |

#### Diskuswurf
| Platz | Athletin        | Land | Weite (m) |
| ----- | --------------- | ---- | --------- |
| 1     | Dionjah Shaw    | JAM  | 45,32 MR  |
| 2     | Rehanna Biggs   | JAM  | 42,41 PB  |
| 3     | Adriana Quamina | TTO  | 35,23 PB  |
| 4     | Savianna Joseph | IVB  | 34,31 PB  |
| 5     | Cailyn Johnson  | BAH  | 30,31     |
| 6     | Daniel Nixon    | BAH  | 26,34     |

#### Speerwurf (500 g)
| Platz | Athletin          | Land | Weite (m) |
| ----- | ----------------- | ---- | --------- |
| 1     | Dior-Rae Scott    | BAH  | 44,57 MR  |
| 2     | Kenika Cassar     | TTO  | 42,86     |
| 3     | Suerena Alexander | GRN  | 42,57     |
| 4     | Kamera Strachan   | BAH  | 39,86     |
| 5     | Zaila Lemmens     | CUW  | 32,36     |
| 6     | Jade Wright       | CAY  | 22,80     |
| 7     | Rehanna Biggs     | JAM  | 19,63     |